# Дхармачакра
 Дармачакра (санскрит: धर्मचक्र; пали: даммачакра; тибетски: འཀོར་ལོ། (chos kyi 'khor lo)), букв. „Колелото на Дхарма“ или „Колелото на закона“  е символ, представящ дхарма, което е учението на пътя към просветление на Буда, водещ началото си от ранния период на индийския будизъм.  Колелото на Дхарма също така е един от осемте благоприятни символи, наречени Аштамангала. Подобен символ е също използван и в джайнизма.

## История
Символът Дхармачакра представлява колело на колесница (санскрит чакрам) с осем и повече спици. Това е един от най-старите известни будистки символи, намирани в индийското изкуство, появили се с първата оцеляла пре-харапанска индийска иконография по времето на цар Ашока . Оттогава Дхамачакра е използвана като символ от всички будистки нации. В нейната най-опростена форма Дхамачакра е призната глобално като символ на будизма .

## Символизъм
В будизма според Канона Пали, Виняпитака, Кандака, Махавага и Дамачакапаватана сута, броят на спиците на Дармачакра имат различни значения:
- 8-те спици представляват Благородния осмократен път.
- 12-те спици представляват Дванадесетте закони на зависимото възникване. (Пратитя-самутпада) или дванадесетте промени на Четирите Благородни Истини [4].
- 24-те спици представляват Дванадесетте закони на зависимото възникване и Дванадесетте закони на зависимото прекратяване Пратитя-самутпада).
- 31-те спици представляват 31 царства на съществуването (11 сфери на желанието, 16-те сфери на формата и 4-те сфери на безформеността).

В будизма частите на Дармачакра представляват и:
- Нейната обща форма е на кръг, (чакра), който представляващо съвършенството на дарма учението.
- Главината ѝ (т.е. центъра на Дармачакра) е дисциплината, което е основното ядро на медитативната практика.
- Рамката, която притежава спици е правилното мислене или самади, която държи всичко заедно.
- Всяка спица представлява Благородния Осмократен Път, включващ

- Правилната гледна точка
- Правилният стремеж
- Правилното говорене
- Правилното действие
- Правилният начин на живот
- Правилното усилие
- Правилното мислене
- Правилната концентрация

Съответната мудра или символичния жест с ръка е известен като мудра Дармачакра.
Дармачакра е един от осемте символа на щастието на тибетския будизъм.
Дарма колелото се отнася за разпространението на дарма учението от страна в страна. В този смисъл на Дарма колелото започва движението си от Индия, преминава през Централна Азия, а след това пристига в Югоизточна Азия и Източна Азия.

## Многократните завъртания на Колелото
Махаяна школите класифицират будистките учения в завъртания на последователна схема на развитие. Тези фази се наричат „завъртания“ на Дармачакра (санскрит: дармачакра-правартана).
Всички будисти са съгласни, че първоначалното завъртане на колелото се случило, когато Буда обучил петимата аскети, които станали и първите му ученици в Парка на елените в Сарнат. В памет на този момент, Дармачакра е представена понякога с един елен от всяка страна.
В будизма на школата Теравада, това е единственото „Завъртане на Колелото“, а по-късните разработки в учението на будистката доктрина не са включени в Пали Канона и в Агамите и не се приемат като учения на историческия Буда.
Други школи на будизма като например Махаяна и Ваджраяна се разграничат по-късни „завъртания“ на Дармачакра. Характерните описания в тях варират. В Първото Завъртане на Дармачакра е оригиналното учение на Гаутама Буда, по-специално на Четирите Благородни Истини, които описват механиката на привързаността, желанието, страданието и освобождението чрез Осмократният Път; Второто завъртане учението за сутрата на Съвършената Мъдрост, основополагащ текст в Махаяна будизма, а третото завъртане е учението на Сутра Махавайрочана, основополагащ текст на Тантрическия будизъм.
В друга схема, Второто завъртане на Дхармачакра е Абхидарма, третото е сутрата за Съвършената Мъдрост на Махаяна, а четвъртото включва както Йогачара сутри, така и Татхагатагарбха сутри.